# Ťahanovce (przystanek kolejowy)
Ťahanovce – przystanek kolejowy znajdujący się w mieście Koszyce w kraju koszyckim na linii kolejowej nr 180 na Słowacji.